# Luigi Grabinski Broglio
Luigi Grabinski Broglio   (Milà, c. 1850 - c. 1950) fou un violoncel·lista italià.
Va pertànyer al Trio i al Quartet florentí, i amb ells va donar importants concerts a França i Anglaterra, on residí molt de temps. Fou professor a Pàdua i el 1930 encar ho era al Conservatori de Florència.